# Martín Anguiano
José Martín de Anguiano fue un político mexicano. Ante el temor de la llegada de la rebelión en Colima, los vecinos lo comisionaron junto con Tomás Martínez del Campo para descubrir dónde estaban situadas las fuerzas insurgentes, por lo que acudió a los poblados de Tecalitlán, Tamazula, Zapotiltic y Tuxpan. A la entrada de las fuerzas insurgentes a la villa de Colima el 18 de noviembre de 1810, por las fuerzas de José Antonio Torres Venegas y Rafael Arteaga, Martín Anguiano fue nombrado depositario de los bienes de los españoles. Ejerció dicho cargo hasta que el cura Miguel Hidalgo y Costilla le otorgó dicha facultad al cura Francisco Vicente Ramírez de Oliva el 13 de diciembre de 1810. Por tanto, el 2 de enero de 1811 Anguiano entregó 4,800 pesos en reales al cura Francisco Vicente Ramírez de Oliva. 
En 1825, luego de la caída del Primer Imperio Mexicano y durante la República, fue preceptor de primeras letras y administrador de correos en el Estado de Colima. Fue comisionado para levantar las estadísticas del Territorio colimense y fue elegido alcalde en 1826, desempeñando la jefatura política de Colima.
Martín de Anguiano fue el primer impresor que hubo en Colima. Obtuvo un permiso del ayuntamiento para manejar la imprenta que había importado, pero le fue negada por el cabildo por falta de pagos mensuales a que se había comprometido. En 1823 fue director de la Escuela de Niños y en 1834 receptor de “diezmos”, hasta su muerte ocurrida el 24 de septiembre de 1839 en la ciudad de Colima.